# Kostís Palamás
Kostís Palamás (en grec : Κωστής Παλαμάς), né à Patras en 1859 et mort à Athènes en 1943, était un poète grec de tout premier plan, considéré comme le plus important de sa génération. Il fut d'ailleurs proposé pour le prix Nobel de littérature en 1939.

## Biographie

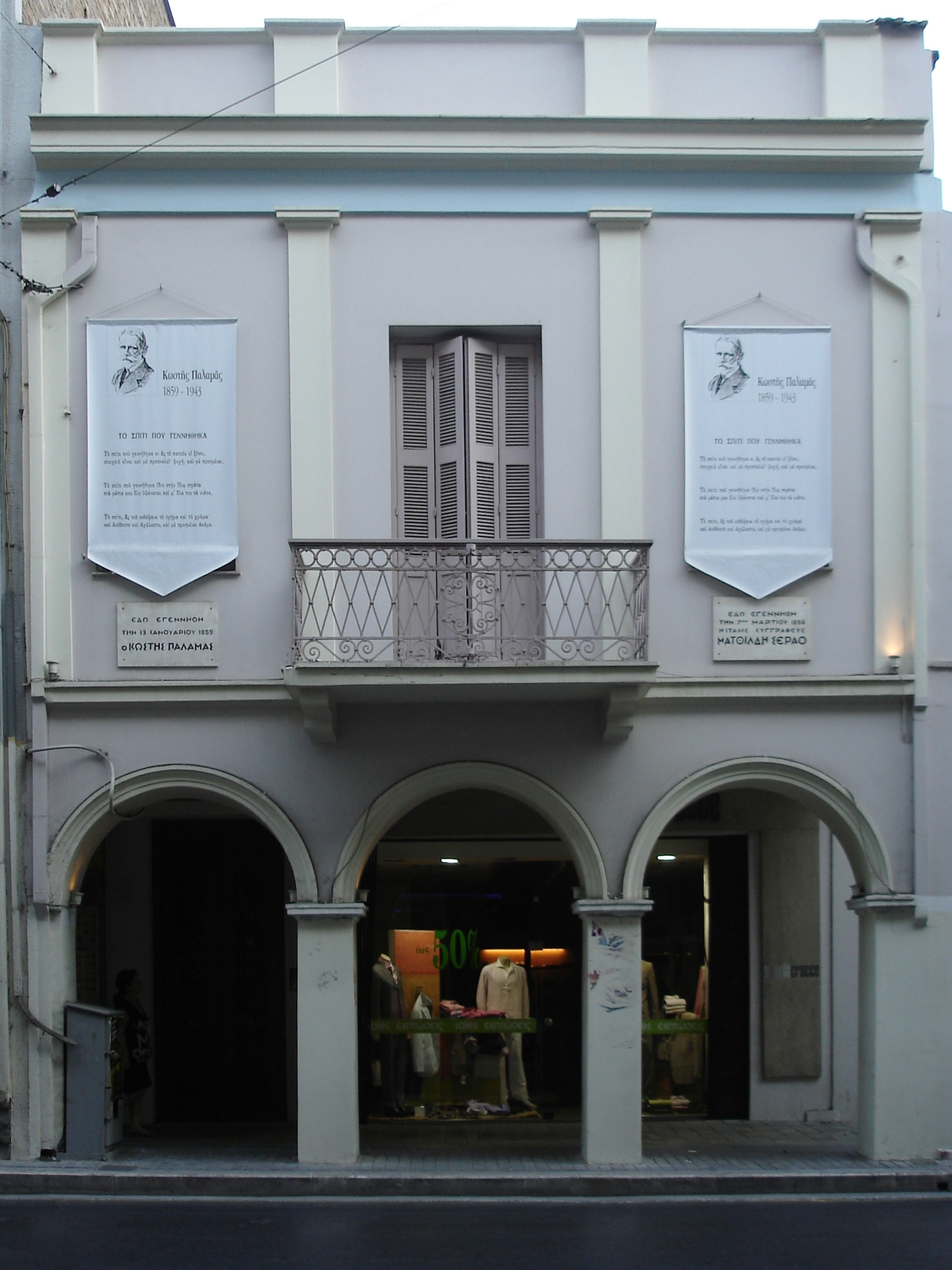
La maison natale de Costis Palamas et Matilde Serao à Patras.

Kostís Palamás appartient à une importante famille d'érudits et de résistants : son arrière-grand-père paternel, Panayotis Palamás (1722-1803), prit part à la révolution d'Orloff et fut le fondateur de l’École Palaméenne à Missolonghi, un des centres intellectuels les plus importants de Grèce sous la domination ottomane ; et son grand-père, Ioánnis Palamás, était professeur à l'École du patriarcat de Constantinople. Le poète naît en 1859 à Patras où son père était magistrat. Orphelins de père et de mère dès l'âge de six ans, Palamás et son frère aîné sont confiés à leur oncle et s'installent dans la demeure familiale de ce dernier à Missolonghi. À la fin de ses études secondaires, en 1875, Kostís Palamás s'inscrit à la Faculté de droit à Athènes, mais tout son intérêt se porte vers la poésie, la littérature et les débats d'idées de son époque. Il devient journaliste, et se fait connaître comme rédacteur des revues et journaux les plus importants de son temps. En 1886, il publie son premier recueil poétique, Chants de ma Patrie, avec comme sous-titre Chants de la lagune. En décembre 1887, il épouse Maria Apostolou Valvi, originaire de Missolonghi, et fonde une famille de trois enfants : Nausicaa, Léandros et Alkis. Mais ce dernier meurt de méningite à l'âge de quatre ans. Ce décès plonge le poète dans une profonde affliction, dont il parvient à faire une source d'inspiration sublimée dans l'élégie intitulée Tombeau, publiée en 1898. En octobre 1897, il devient secrétaire général de l'université d'Athènes, fonction qu'il conserve durant trente ans.
En avril 1926, pour les fêtes du centenaire commémorant la fameuse Sortie du  Siège de Missolonghi, il récite, au milieu de la foule rassemblée dans le Jardin des Héros, le grand poème La Gloire à Missolonghi. Sa réputation passe à présent les frontières : ainsi, à Paris, Hubert Pernot, helléniste réputé de la Sorbonne, organise un hommage à Kostís Palamás en avril 1926, au cours duquel plusieurs récitants déclament les vers du poète. La même année, il est admis à l'Académie d'Athènes dont il devient le président en 1930. Un autre hommage exceptionnel lui est rendu par le doyen et tout le personnel de l'Université d'Athènes en 1928, lorsqu'il prend sa retraite du poste de Secrétaire général. En 1936 et 1937, de nombreuses manifestations sont organisées, en Grèce comme à l'étranger, dans les universités et dans les cercles philhellènes, afin de célébrer le cinquantenaire de la publication du premier recueil du maître. En 1935, il reçoit la médaille de la Bibliothèque ambroisienne de Milan, et en 1937, il est fait chevalier de la Légion d'honneur par le ministre français de l'Éducation.
En octobre 1940, Palamás lance un message très célèbre au début de l'occupation allemande : « Je n'ai qu'une chose à vous dire. Enivrez-vous du vin immortel de 1821 ». Les dernières années de sa vie sont marquées par la solitude et des soucis de santé. Il ne reçoit plus la visite que de ses amis, en particulier Ángelos Sikelianós qui est présent à son chevet durant les derniers jours de sa vie, en février 1943. Le 27 février, les funérailles nationales de Palamás donnent lieu à un poignant appel à la résistance par le poète Ángelos Sikelianós, par l'archevêque d'Athènes, Damaskinós, et par la foule qui reprend en chœur l'hymne national grec.

## Œuvre
Palamás a produit une œuvre abondante et variée. Parmi ses œuvres poétiques les plus représentatives, il convient de citer : Les yeux de mon âme (1892) ; Iambes et anapestes (1897) ; Le tombeau (1898), poème très émouvant inspiré de la mort tragique du troisième fils du poète ; La vie immuable (1904) ; Exercices satiriques (1907-1909) ; les deux grandes œuvres épico-lyriques où il symbolisa le devenir de la civilisation et de l'hellénisme, Les douze paroles du Tzigane (1907) et La Flûte du roi (1910). Palamás fut également romancier, dramaturge et critique littéraire.
Il revient à Palamás d'avoir été l'apôtre de la généralisation de la langue démotique (populaire), par réaction à l'emploi de la katharévousa (langue savante), dans la littérature hellénique. C'est aussi à lui que l'on doit les paroles de l'hymne olympique, mis en musique par le compositeur Spýros Samáras et créé à l'occasion des premiers Jeux olympiques de l'ère moderne célébrés à Athènes en 1896.

## Postérité
Le compositeur grec Petros Tabouris a mis en musique les Douze paroles du Tzigane dans son album O Dodekalogos Tou Guftou (Ο Δωδεκάλογος Του Γύφτου) paru chez FM Records en 1998.